# 제17보병사단 (대한민국)
제17보병사단"(第十七步兵師團, The 17th Infantry Division, 상징명칭: 번개부대)은 인천광역시 부평구에 주둔하고 있는 대한민국 육군의 보병사단이다. 육군 최대규모 사단 답게 대령급 지휘관이 6명이 존재한다. 수도군단에서 유일무이하게 존재하는 완편 상비사단이다.
1955년 3월 20일 육군본부 직할 제33예비사단으로 창설되었고, 같은해 강원도 양구군에서 현 위치로 부대이전하면서 제2군(현 제2작전사령부) 제6관구사령부에 예속되었다. 서울특별시 남부와 경기 서남권(인천 포함)을 담당하는 향토예비사단의 임무를 수행하다가 상급부대인 6관구사가 수도군단으로 개편되면서 제3야전군사령부에 예속되었고, 1982년에 17사단으로 개편되었다. 제51향토보병사단, 제52향토보병사단 신설 등 수도권 지역 부대 개편을 거치면서 서울 강남, 안양, 시흥, 화성 일대까지 커버했던 사단 관할구역이 지금과 같이 축소되었다. 1993년에 제103보병여단이 17사단에서 분리되어 수도군단 예하 독립여단이 되어 인천권 향토방위 임무가 103여단에 이관되면서 십여년 간에 걸친 상비사단으로의 전환이 완료되었다. 그러나 2007년에 17사단으로 재편입되면서 507여단으로 개편되었다.
육군 유일의 해안(서해안)·강안(한강) 동시 경계부대이다. 전투 상비사단이지만 인천광역시 및 경기도 부천시, 김포시에 대한 지역방위사단의 역할도 겸한다.

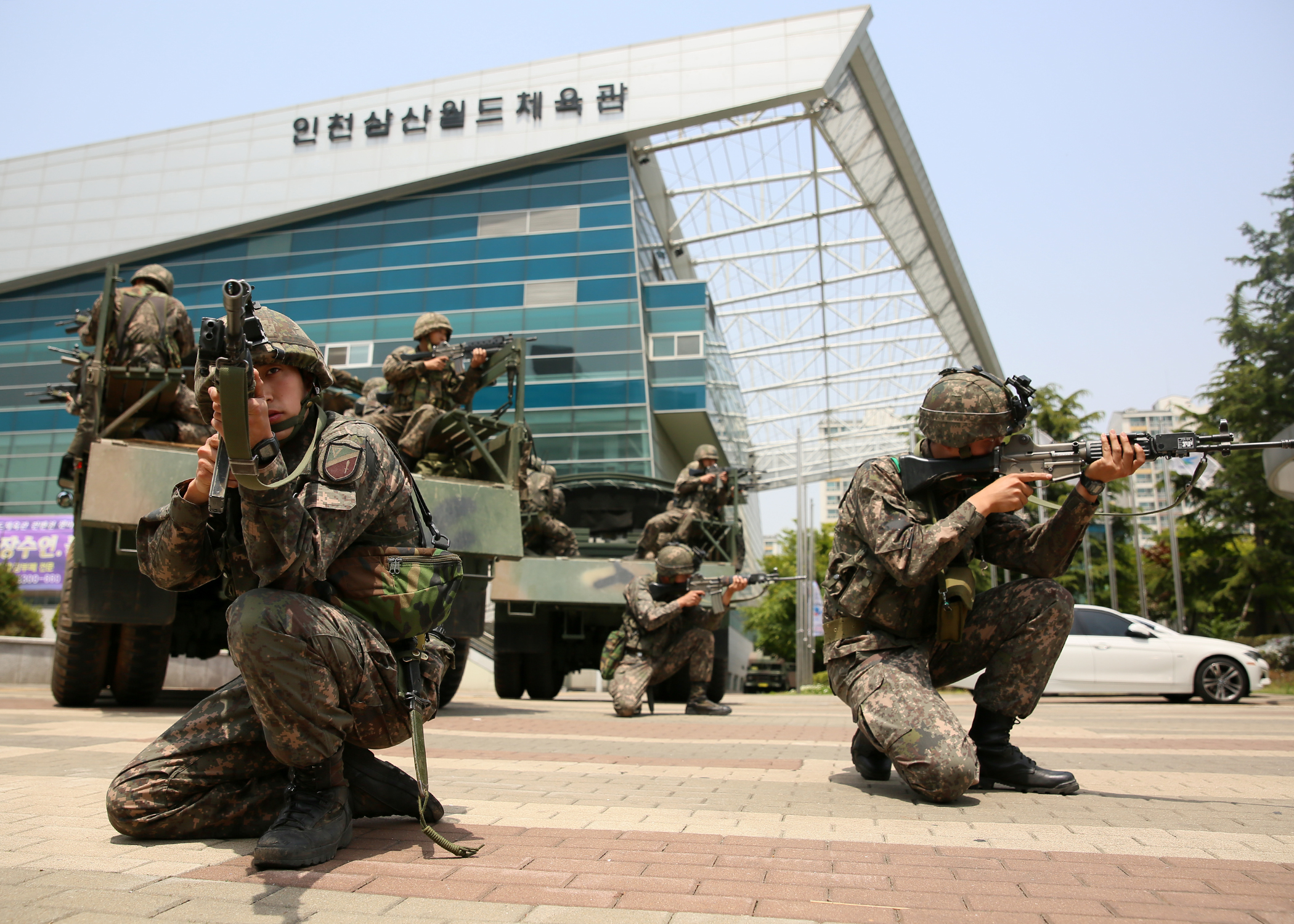
테러대비훈련 중인 제17보병사단 장병들

## 예하 부대
- 사단 직할대
  - 본부근무대
  - 군사경찰대대
  - 공병대대
  - 군수지원대대
  - 수색대대
  - 의무대대
  - 정보통신대대
  - 전차대대
  - 방공대대
  - 보충중대
  - 기동중대 (특임대)
  - 화생방대대
  - 제11해안감시장비운용대

2020년 12월 이후
- 제507보병여단 "미추홀"
- 제100보병여단 "백승"
- 제101보병여단 "승리"
- 제102보병여단 "북진"
- 포병여단 "천둥포병"
  - 제305포병대대
  - 제306포병대대
  - 제307포병대대
  - 제602포병대대
- 제3경비단 (용왕경비단)

2020년 12월 이전
- 제507보병여단 (미추홀여단)
- 제3경비단 (용왕경비단)
- 제100보병연대 (백승연대)
- 제101보병연대 (승리연대)
- 제102보병연대 (북진연대)
- 포병연대 (천둥포병연대)
  - 제305포병대대
  - 제306포병대대
  - 제307포병대대
  - 제602포병대대

## 사건 및 사고
육군 현역 17사단 사단장이 여군 성추행 혐의로 긴급체포된 사건이 있었다.
군 당국이 부하인 여군 부사관을 여러 차례 성추행한 혐의로 긴급 체포된 육군 17사단 사단장 송유진 소장에 대해 구속영장을 신청했다. 육군관계자는 10일 오전 “전날 오후 송유진 소장을 성추행혐의로 긴급체포해 육군 중앙수사단에서 조사했다”며 “오늘 9시 15분께 군인 강제추행죄로 구속영장을 신청했다”고 밝혔다. A사단장은 지난 8월과 9월, 모두 다섯 차례에 걸쳐 자신의 집무실에서 부하인 여군 부사관을 성추행한 혐의를 받고 있다. 현역 사단장이 여군 성추행 혐의로 긴급 체포된 것은 창군 이래 처음이다. 피해자인 여군 부사관은 과거 같은 사단의 타 부대에서 성추행을 당했으며, 가해자인 상사는 징역 6개월을 선고받고 현재 육군교도소에 수감 중이다. 피해 여군은 이 사건으로 인해 지난 6월께 17사단 참모부 소속으로 보직이 조정됐으나 부임 당일부터 송유진 소장의 집무실에 불려갔던 것으로 드러났다. 송유진 소장은 피해 여군이 이전에 당한 성추행 피해 사실을 확인하고 격려한다는 명목으로 자신의 집무실에 불러들인 뒤 뺨에 입을 맞추는 등 성추행한 것으로 전해졌다. 피해 여군은 최근 같은 부대 병영생활 상담관에게 피해 사실을 제보했고, 육군본부가 이를 파악해 송유진 사단장을 체포한 것으로 알려졌다. 육군 관계자는 “가해 사단장을 철저히 조사해 법에 따라 엄중이 처리할 것이다. 성관련 사고는 지위고하를 막론하고 엄중하게 책임을 묻겠다는 무관용 원칙을 확인한 것”이라며 “현재 피해 여군은 안전하게 보호하고 있으며 정신적 피해 등 2차 피해가 없도록 최선을 다하겠다”고 밝혔다. 아울러 육군은 재발방지를 위해 전 간부에 대해 성군기사고예방교육을 의무화해 연간 2회씩 실시하기로 했다. 장교가 대대장,연대장, 사단장으로 나가기 전 받는 지휘관리과정 교육에도 성군기사고예방교육이 2시간 반영된다.
1990년대 초반에는 사단 직할 전차대대장이 영내 불교, 천주교 시설을 훼손한 사건이 있었다.

## 같이 보기
- 진짜 사나이 - 제17보병사단에서 촬영한 적이 있다(MBC 예능본부 제작).

1. ↑  수도군단장 직무대리